# 1-pentină
1-pentina  este un compus organic din categoria alchinelor. 1-pentina este izomeră cu 2-pentina. Cele două alchine sunt denumite la modul general pentine. Formula structurală restrânsă este:
{\displaystyle CH\equiv C-CH_{2}-CH_{2}-CH_{3}}